# Diòcesi de Lugo
La diòcesi de Lugo, en llatí, Dioecesis Lucensis in Hispània, és una seu de l'Església catòlica, sufragània de l'arquebisbat de Santiago de Compostel·la. En 2004 tenia 296.389 batejats entre 296.961 habitants.

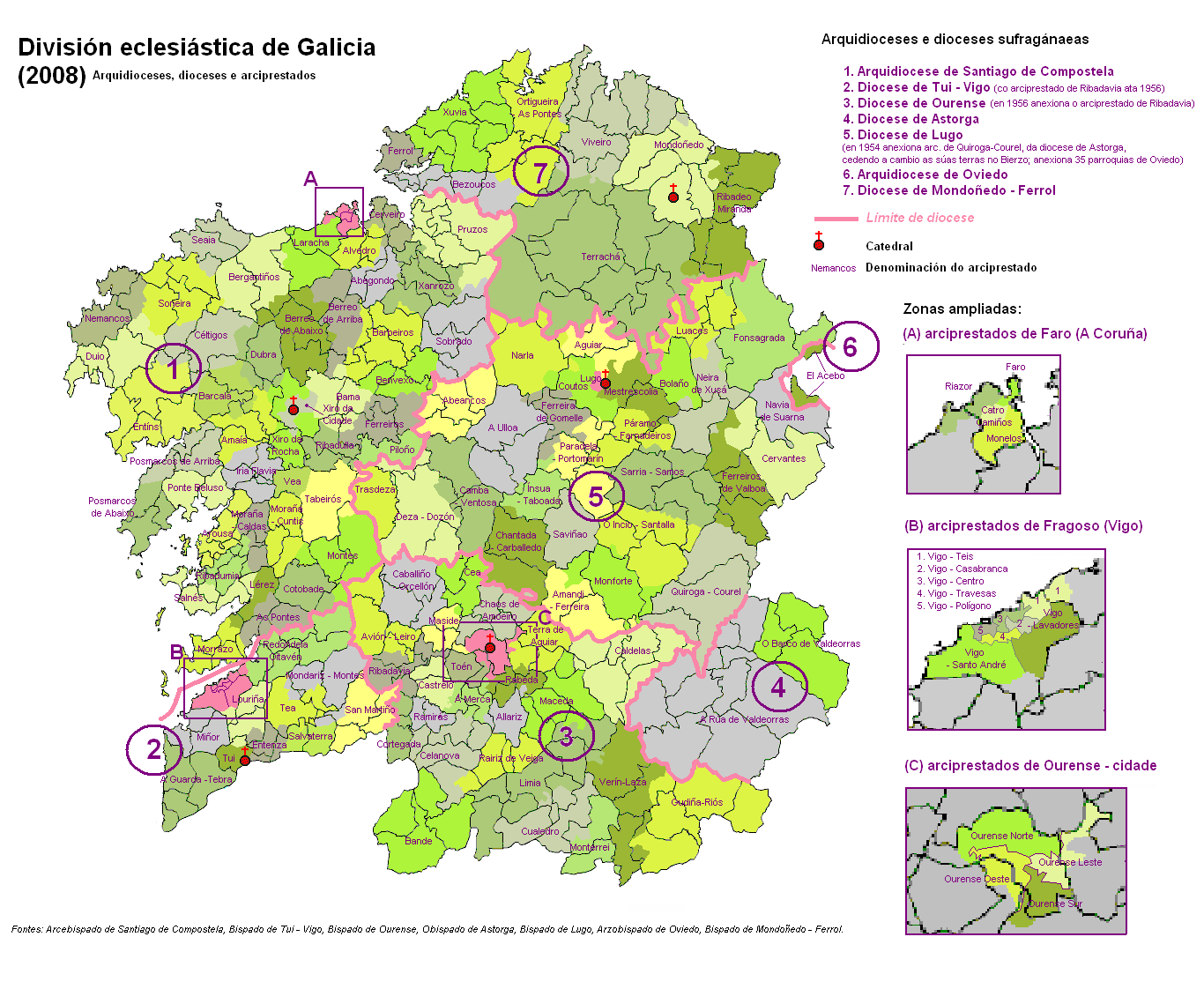
Divisió eclesiàstica de Galícia. Molts dels arxiprestats fan referència a entitats ètniques preromanes, com Nemancos, Céltigos, Entíns o Posmarcos.

.

## Territori
La diòcesi comprèn la part meridional de la província de Lugo, a Galícia, i inclou a més parròquies de les províncies de La Corunya i Pontevedra. La seu episcopal és la ciutat de Lugo, on està la catedral de Santa María de Lugo.
La diòcesi té 7.780 km² i està dividida en 1.138 parròquies (135 a la província de Pontevedra, 56 a la província de la Corunya i 917 a la província de Lugo) agrupades en 28 arxiprestats. Lugo és la diòcesi amb major nombre de parròquies de tot Espanya.

## Història
La diòcesi de Lugo es va crear en època primerenca. Segons la tradició la regió va ser evangelitzada per l'apòstol Jaume el Major. Probablement la diòcesi va néixer al segle ii. Inicialment la diòcesi abastava prop de la meitat de la província romana de Galícia romana.
La catedral primitiva va ser molt primerenca i l'any 832 es descriu com un edifici d'extraordinària bellesa que servirà de model per la catedral d'Oviedo.
A mitjan segle VI cedeix part del seu territori per a la creació de la diòcesi de Bretoña (avui diòcesi de Mondoñedo-Ferrol). i cap al XI cedeix més territoris a la diòcesi de Mondoñedo.
Convertit tot el regne suevo al catolicisme c. 560 per dictamen del rei Teodemar, influït per Martí de Braga, en el concili de Lugo de l'any 569 Lugo va ser elevada al rang d'arxidiòcesi metropolitana, tenint com sufragànias les de Tui, Iria, Bretoña, Ourense i Astorga, que fins llavors ho havien estat de Braga. Poc va durar en aquesta condició, perquè quan el rei visigot Leovigild va conquistar el regne sueu en el 585, la va retornar al seu antic estat al mateix temps que va imposar l'arianisme. Quatre anys després, ja sota el regnat de Recared, el III Concili de Toledo va restaurar el catolicisme com a religió oficial, encara que la seu va seguir sent sufragània de Braga.
Els musulmans van conquistar Lugo en 713 i, reconquistada pels cristians en el 745, es va restablir la seva dignitat metropolitana.
En el 832 es van assignar a l'arxidiòcesi de Lugo les ciutats de Braga i Ourense, a condició de cedir-les de nou després del restabliment de les respectives seus. Els bisbes, residents a Lugo, usarien el títol d' arquebisbes de Braga i de Lugo. La primera reconquistada va ser la diòcesi d'Ourense, en 886, amb els seus antics límits. I va seguir una disputa territorial fins a la intervenció del papa Luci III en 1185.
L'arxidiòcesi de Braga es va restablir en 1071 i és probable que Lugo rebés com a compensació territoris que formaven part de la diòcesi d'Oviedo. Malgrat això, la discussió amb l'arxidiòcesi de Braga no es va resoldre completament fins al segle xiv. Mentrestant, el mateix any de 1071 la diòcesi de Lugo perd el rang d'arxidiòcesi i es converteix en sufragània de l'arxidiòcesi de Braga. El 27 de febrer de 1120 va entrar a formar part de la província eclesiàstica de l'arxidiòcesi de Santiago de Compostel·la.
En 1129 es decideix la construcció d'una catedral nova, que no s'acabarà fins a 1880. Per això, la catedral presenta una amalgama de diversos estils: romànic, gòtic, barroc i renaixement.
El 13 de juny de 1599 es va crear el seminari diocesà, que no va començar les seves activitats fins a 1624, per problemes econòmics. Originàriament, cada arxiprestat tenia dret a un cert nombre de places en el seminari, determinat d'acord amb la contribució econòmica de l'arxiprestat.
En 1645 la diòcesi estava dividida en 39 arxiprestats, mentre que un plànol de 1768 s'hi dedueix una subdivisió en 35 i tres priorats benedictins, regits per l'abat de Samos i que formaven una prelatura territorial (ara definida com a abadia nullius). La prelatura territorial es va suprimir al segle xix, després de la desamortització de Mendizábal, una llei d'expropiació dels béns en "mans mortes" que afectava especialment als ordes religiosos. El 9 d'agost de 1890 es va aprovar una nova subdivisió parroquial que va ser seguida per nombroses reformes al segle XX: 31 de desembre de 1934, 9 de juny de 1942, 15 de setembre de 1955, 14 d'agost de 1964, 23 de juliol de 1970, 14 de juny de 1985 i 28 de setembre de 1995.
El 17 d'octubre de 1954 es van modificar de nou els límits de la diòcesi, per adaptar-los als de la província administrativa. Es van cedir algunes parròquies a les diòcesis d'Astorga, Mondoñedo i Ourense, i es van afegir a la diòcesi parròquies que tenien, a la província de Lugo, les diòcesis citades i la diòcesi d'Oviedo.

## Episcopologi
- Llista de bisbes de Lugo